# THEME FROM THE FIRST QUESTION AWARD
「THEME FROM THE FIRST QUESTION AWARD」（テーマ フロム ザ ファースト クエスチョン アワード）は、CORNELIUS（小山田圭吾）とカジヒデキが1997年にリリースした、両A面スプリット・シングルである。トラットリア・メニュー120。ハート型の10インチレコードである。ジャケットには（ハート）シェイプ・マヨネーズ・カラー・ヴィニール仕様と書かれている。
コーネリアスの1作目のアルバム『THE FIRST QUESTION AWARD』収録の「THEME FROM FIRST QUESTION AWARD」に小山田は英詞、カジは日本詞をつけたものである。それぞれロング・ヴァージョンになっている。
A面の「THEME FROM THE FIRST QUESTION AWARD」は2019年7月31日発売の『THE FIRST QUESTION AWARD』リマスター盤のボーナス・トラックに「THEME FROM FIRST QUESTION AWARD -English version-」として収録された。
AA面の「THEME FROM THE FIRST QUESTION AWARD 〜SCHOOL'S OUT〜」は2007年1月24日発売の『“MINI SKIRT” DELUXE EDITION』のボーナス・トラックに「THEME FROM THE FIRST QUESTION AWARD 〜SCHOOL'S OUT〜 / ファースト・クエスチョン・アワードのテーマ 〜ハイ・スクール登校編〜」として収録された。

## 収録曲
A面
1. THEME FROM THE FIRST QUESTION AWARD

AA面
1. THEME FROM THE FIRST QUESTION AWARD 〜SCHOOL'S OUT〜